# Robert Windle
Robert „Bob“ Windle (* 7. November 1944 in Sydney) ist ein ehemaliger australischer Schwimmer.
Bemerkenswert war an ihm, dass er sowohl über die kurzen wie auch über die langen Freistilstrecken erfolgreich war. Bei den Olympischen Spielen 1964 in Tokio startete er über alle Freistildistanzen von 100 m bis 1500 m und wurde über 1500 m Freistil sogar Olympiasieger. Außerdem gewann er mit der australischen 4 × 100-m-Freistilstaffel die Bronzemedaille. Vier Jahre später gewann er bei den Olympischen Spielen 1968 in Mexiko nochmals Bronze mit der 4-mal-100-Meter-Freistilstaffel und die Silbermedaille über 4 × 200 Meter.
Im Jahr 1990 wurde er in die Ruhmeshalle des internationalen Schwimmsports aufgenommen.